# 리튼
《리튼》은 2008년에 개봉한 대한민국의 영화이다.

## 캐스팅
- 이진석 : 등장인물 A 역
- 김보영 : 작가 역
- 이상혁 : 배우 A 역
- 박진수 : 감독 역
- 김영환 : 조연출 역
- 함정이 : 그여자 역
- 김무신 : 그남자 역
- 김병산 : 인부 역